# Sounds Like Music
Sounds Like Music – trzeci album zespołu Emotional Elvis, wydany w lutym 2007 roku

## Lista utworów
| 1.  | "The final call"               |  |
|     |                                |  |
| 2.  | " Again (I'm lost)"            |  |
|     |                                |  |
| 3.  | "The girl from country heaven" |  |
|     |                                |  |
| 4.  | "Faces"                        |  |
|     |                                |  |
| 5.  | "A world without"              |  |
|     |                                |  |
| 6.  | "Sunday morning"               |  |
|     |                                |  |
| 7.  | "More than this "              |  |
|     |                                |  |
| 8.  | "Welcome to the party"         |  |
|     |                                |  |
| 9.  | "Schicksal"                    |  |
|     |                                |  |
| 10. | "Had me a girl"                |  |
|     |                                |  |
| 11. | "Finest words"                 |  |
|     |                                |  |
| 12. | "Merci!"                       |  |
|     |                                |  |
| 13. | "King me"                      |  |
|     |                                |  |
| 14. | "Communication"                |  |
|     |                                |  |
| 15. | "Nothing lasts forever"        |  |
|     |                                |  |

## Single
- 2007 "Welcome to the Party"
- 2007 "The Girl From Country Heaven"